# Klaus-Dieter Sieloff
Klaus-Dieter Sieloff (Tilsit, 27 de fevereiro de 1942 - 13 de dezembro de 2011) é um ex-futebolista que atuava como defensor. Ele passou 11 temporadas na Bundesliga no Stuttgart e no Borussia Mönchengladbach.

## Carreira
Durante sua juventude em Kiel, Sieloff pretendia se tornar um boxeador, tendo entrado no ringue 25 vezes aos 14 anos. Quando sua família se mudou para Rottweil, perto de Stuttgart e depois de ir aos jogos do Stuttgart no Neckarstadion, o interesse de Sieloff mudou do boxe para o futebol. Em outubro de 1960, ele jogou seu primeiro jogo pelo Stuttgart na Oberliga Süd. Lá, ele logo se tornou um elemento fixo na defesa do Stuttgart.
Fisicamente forte, mas tecnicamente competente, Sieloff logo chamou a atenção do técnico da seleção alemã, Sepp Herberger, que o convocou para um amistoso de 1964 contra a Finlândia, em Helsinque. Durante o ano seguinte, Sieloff tornou-se o titular da Alemanha. Sieloff tornou-se conhecido por avançar a partir da posição de defensor, muitas vezes marcando gols com chutes de fora da área.
Infelizmente para Sieloff, ele perdeu sua vaga no time titular da seleção alemã durante a temporada 1965-66 e, portanto, não foi titular durante a Copa do Mundo de 1966. Durante os quatro anos seguintes, a posição de defensor titular era geralmente dada a Willi Schulz ou Karl-Heinz Schnellinger e, assim, Sieloff não jogou mais até 1970. Depois da Copa do Mundo de 1970, Willi Schulz se aposentou de jogos internacionais, mas com Karl-Heinz Schnellinger não podendo mais jogar pela seleção devido a jogar no estrangeiro, Sieloff reviveu a sua carreira internacional, que também foi fomentada pelo seu sucesso no Borussia Mönchengladbach.
Em 1969, Sieloff se transferiu do Stuttgart para o Borussia Mönchengladbach. O treinador Hennes Weisweiler pretendia reforçar a defesa da sua jovem equipa, que já era muito forte ofensivamente, mas não tinha o rigor defensivo para ter sucesso numa longa campanha. Para a temporada 1969-1970, Mönchengladbach contratou Sieloff e Ludwig Müller. Com a defesa fortalecida, o Borussia Mönchengladbach venceu a Bundesliga nas temporadas 1969-70 e 1970-71.
Com Sieloff sendo uma das estrelas da equipe, ele fez seu retorno para a Seleção Alemã em abril de 1970 em um amistoso contra a Romênia. Após a Copa do Mundo de 1970 e com a aposentadoria de Schulz, Sieloff voltou a titular da Alemanha. No entanto, durante 1971, tornou-se evidente que Franz Beckenbauer, que anteriormente jogou no meio-campo, era a melhor opção para a posição e isso significou o fim da carreira internacional de Sieloff após 14 aparições.
No Borussia Mönchengladbach, Sieloff jogou até 1974, quando se mudou para o Alemannia Aachen, onde permaneceu até 1976. Ele terminou sua carreira em 1977, jogando uma temporada no TSG Backnang. 
Após sua carreira, Sieloff tornou-se chefe do grupo de atividades esportivas da empresa Mercedes Benz. 
Ele morreu em dezembro de 2011.

## Títulos
- Bundesliga: 1969–70, 1970–71
- DFB-Pokal: 1972–73